# 赤染徳足
赤染 徳足（あかそめ の とこたり）は、飛鳥時代の人物。姓は造。位階は勤大肆（従六位下に相当）。672年の壬申の乱で大海人皇子（天武天皇）側の高市皇子に従って都を脱した。

## 出自
赤染氏は、中国の三国時代に遼東地方で勢力をなした公孫氏の末裔とされる渡来系氏族で、伴部の一つである赤染部の伴造家であるという。

## 経歴
672年に壬申の乱が勃発したとき、近江大津京にいた高市皇子は、父の大海人皇子の挙兵を知って都を脱出し、6月25日に鹿深（近江国甲賀郡のあたり）を越えて積殖（後の伊賀国阿拝郡柘植郷（現在の伊賀市柘植町、柘植川）。当時は伊勢国に属した）山口で大海人皇子の一行に合流した。このとき高市皇子に従っていたのが、民大火、赤染徳足、大蔵広隅、坂上国麻呂、古市黒麻呂、竹田大徳、胆香瓦安倍であった。徳足のその後の行動については記録がない。